# Antônio Geraldo da Cunha
Antônio Geraldo da Cunha (1924 - 8 de julho de 1999) foi um filólogo e lexicógrafo brasileiro conhecido principalmente pelo seu Dicionário etimológico da língua portuguesa, publicado originalmente em 1982.